# The Ultimate Fighter: Tournament of Champions
The Ultimate Fighter: Tournament of Champions (também conhecido como The Ultimate Fighter 24 e Team Benavidez vs. Team Cejudo) é um reality show produzido pelo Ultimate Fighting Championship, da série The Ultimate Fighter.
Em 11 de maio de 2016, o UFC anunciou que os 16 concorrentes para a temporada seria composta de lutadores campeões no peso-mosca de vários locais, em suas respectivas organizações em todo o mundo, com o vencedor sendo esperado para ter uma chance de lutar pelo Cinturão Peso Mosca do UFC. O elenco foi anunciado em 20 de julho.
Os treinadores para a temporada são os ex-desafiantes ao cinturão peso-mosca, Joseph Benavidez e Henry Cejudo.

## Elenco

### Equipes
| Equipe Benavidez - Joseph Benavidez, Treinador Principal - Robert Drysdale - Danny Castillo | Equipe Cejudo: - Henry Cejudo, Treinador Principal - Eric Albarracin - Víctor Dávila - Kirian Fitzgibbons - Gastón Bolaños |

### Lutadores
Dana White começou o torneio jogando uma moeda (azul para Joseph Benavidez, amarelo para Henry Cejudo) para determinar qual equipe escolherá o primeiro lutador. O time de Joseph Benavidez vence o cara ou coroa e Dana White revela que os lutadores foram semeados pelo UFC para o torneio (o que era desconhecido dos treinadores). Quando um treinador faz uma escolha, o lutador correspondente com base na semente irá para o outro treinador (por exemplo, se o lutador número 1 for escolhido por um treinador, o lutador número 16 irá para o outro treinador).
- As oito escolhas dos treinadores (e a semente correspondente enviada para a outra equipe, bem como as organizações pelas quais são campeões):

Tim Elliott (Titan Fighting Championships) – Ranking #3 (Time Benavidez – 1ª escolha)
Charlie Alaniz (Hex Fight Series – Australia) – Ranking #14 (Time Cejudo)
Alexandre Pantoja (Resurrection Fighting Alliance) – Ranking #1 (Time Cejudo – 2ª escolha)
Brandon Moreno (World Fighting Federation) – Ranking #16 (Time Benavidez)
Damacio Page (Legacy Fighting Championship) – Ranking #4 (Time Benavidez – 3ª escolha)
Adam Antolin (Tachi Palace Fights) – Ranking #13 (Time Cejudo)
Yoni Sherbatov (Xcessive Force Fighting Championship – Canadá) – Ranking #2 (Time Cejudo – 4ª escolha)
Eric Shelton (Caged Aggression MMA)– Ranking #15 (Time Benavidez)
Ronaldo Candido (Shooto – América do sul) – Ranking #7 (Time Benavidez – 5ª escolha)
Jamie Alvarez (Absolute Fighting Championship) – Ranking #10 (Time Cejudo)
Matt Schnell (Legacy Fighting Championship – interino) – Ranking #6 (Time Cejudo – 6ª escolha)
Matt Rizzo (Ring of Combat)– Ranking #11 (Time Benavidez)
Hiromasa Ogikubo (Shooto – Japão) – Ranking #5 (Time Benavidez – 7ª escolha)
Nkazimulo Zulu (Extreme Fighting Championship – África do sul)  – Ranking #12 (Time Cejudo)
Kai Kara-France (Bragging Rights Fight Series – Austrália) – Ranking #9 (Time Cejudo – 8ª escolha)
Terrence Mitchell (Alaska Fighting Championship) – Ranking #8 (Time Benavidez)

## Chave do Torneio
|  | Elimination Round   | Elimination Round  |                     |     | Quartas de final | Quartas de final |  |  | Semifinais | Semifinais |  |  | Final | Final |
|  |                     |                    |                     |     |                  |                  |  |  |            |            |  |  |       |       |
|  |                     |                    |                     |     |                  |                  |  |  |            |            |  |  |       |       |
|  |                     |                    |                     |     |                  |                  |  |  |            |            |  |  |       |       |
|  | 1 Alexandre Pantoja | FIN                |                     |     |                  |                  |  |  |            |            |  |  |       |       |
|  | 1 Alexandre Pantoja | FIN                |                     |     |                  |                  |  |  |            |            |  |  |       |       |
|  | 16 Brandon Moreno   | 2                  |                     |     |                  |                  |  |  |            |            |  |  |       |       |
|  | 16 Brandon Moreno   | 2                  | 1 Alexandre Pantoja | DU  |                  |                  |  |  |            |            |  |  |       |       |
|  |                     |                    | 1 Alexandre Pantoja | DU  |                  |                  |  |  |            |            |  |  |       |       |
|  |                     | 9 Kai Kara-France  | 2                   |     |                  |                  |  |  |            |            |  |  |       |       |
|  | 8 Terrence Mitchell | 9 Kai Kara-France  | 2                   | 1   |                  |                  |  |  |            |            |  |  |       |       |
|  | 8 Terrence Mitchell |                    |                     | 1   |                  |                  |  |  |            |            |  |  |       |       |
|  | 9 Kai Kara-France   | KO                 |                     |     |                  |                  |  |  |            |            |  |  |       |       |
|  | 9 Kai Kara-France   | KO                 | 1 Alexandre Pantoja | 2   |                  |                  |  |  |            |            |  |  |       |       |
|  |                     |                    | 1 Alexandre Pantoja | 2   |                  |                  |  |  |            |            |  |  |       |       |
|  |                     | 5 Hiromasa Ogikubo | DU                  |     |                  |                  |  |  |            |            |  |  |       |       |
|  | 5 Hiromasa Ogikubo  | 5 Hiromasa Ogikubo | DU                  | FIN |                  |                  |  |  |            |            |  |  |       |       |
|  | 5 Hiromasa Ogikubo  |                    |                     | FIN |                  |                  |  |  |            |            |  |  |       |       |
|  | 12 Nkazimulo Zulu   | 2                  |                     |     |                  |                  |  |  |            |            |  |  |       |       |
|  | 12 Nkazimulo Zulu   | 2                  | 5 Hiromasa Ogikubo  | DU  |                  |                  |  |  |            |            |  |  |       |       |
|  |                     |                    | 5 Hiromasa Ogikubo  | DU  |                  |                  |  |  |            |            |  |  |       |       |
|  |                     | 13 Adam Antolin    | 2                   |     |                  |                  |  |  |            |            |  |  |       |       |
|  | 4 Damacio Page      | 13 Adam Antolin    | 2                   | 2   |                  |                  |  |  |            |            |  |  |       |       |
|  | 4 Damacio Page      |                    |                     | 2   |                  |                  |  |  |            |            |  |  |       |       |
|  | 13 Adam Antolin     | TKO                |                     |     |                  |                  |  |  |            |            |  |  |       |       |
|  | 13 Adam Antolin     | TKO                | 5 Hiromasa Ogikubo  | 3   |                  |                  |  |  |            |            |  |  |       |       |
|  |                     |                    | 5 Hiromasa Ogikubo  | 3   |                  |                  |  |  |            |            |  |  |       |       |
|  |                     | 3 Tim Elliott      | DU                  |     |                  |                  |  |  |            |            |  |  |       |       |
|  | 2 Yoni Sherbatov    | 3 Tim Elliott      | DU                  | 2   |                  |                  |  |  |            |            |  |  |       |       |
|  | 2 Yoni Sherbatov    |                    |                     | 2   |                  |                  |  |  |            |            |  |  |       |       |
|  | 15 Eric Shelton     | FIN                |                     |     |                  |                  |  |  |            |            |  |  |       |       |
|  | 15 Eric Shelton     | FIN                | 15 Eric Shelton     | DU  |                  |                  |  |  |            |            |  |  |       |       |
|  |                     |                    | 15 Eric Shelton     | DU  |                  |                  |  |  |            |            |  |  |       |       |
|  |                     | 7 Ronaldo Candido  | 2                   |     |                  |                  |  |  |            |            |  |  |       |       |
|  | 7 Ronaldo Cândido   | 7 Ronaldo Candido  | 2                   | FIN |                  |                  |  |  |            |            |  |  |       |       |
|  | 7 Ronaldo Cândido   |                    |                     | FIN |                  |                  |  |  |            |            |  |  |       |       |
|  | 10 Jamie Alvarez    | 1                  |                     |     |                  |                  |  |  |            |            |  |  |       |       |
|  | 10 Jamie Alvarez    | 1                  | 15 Eric Shelton     | 2   |                  |                  |  |  |            |            |  |  |       |       |
|  |                     |                    | 15 Eric Shelton     | 2   |                  |                  |  |  |            |            |  |  |       |       |
|  |                     | 3 Tim Elliott      | DM                  |     |                  |                  |  |  |            |            |  |  |       |       |
|  | 6 Matt Schnell      | 3 Tim Elliott      | DM                  | FIN |                  |                  |  |  |            |            |  |  |       |       |
|  | 6 Matt Schnell      |                    |                     | FIN |                  |                  |  |  |            |            |  |  |       |       |
|  | 11 Matt Rizzo       | 2                  |                     |     |                  |                  |  |  |            |            |  |  |       |       |
|  | 11 Matt Rizzo       | 2                  | 6 Matt Schnell      | 1   |                  |                  |  |  |            |            |  |  |       |       |
|  |                     |                    | 6 Matt Schnell      | 1   |                  |                  |  |  |            |            |  |  |       |       |
|  |                     | 3 Tim Elliott      | FIN                 |     |                  |                  |  |  |            |            |  |  |       |       |
|  | 3 Tim Elliott       | 3 Tim Elliott      | FIN                 | FIN |                  |                  |  |  |            |            |  |  |       |       |
|  | 3 Tim Elliott       |                    |                     | FIN |                  |                  |  |  |            |            |  |  |       |       |
|  | 14 Charlie Alaniz   | 1                  |                     |     |                  |                  |  |  |            |            |  |  |       |       |
|  | 14 Charlie Alaniz   | 1                  |                     |     |                  |                  |  |  |            |            |  |  |       |       |

|       |  | Team Benavidez      |
|       |  | Team Cejudo         |
| DU    |  | Decisão Unânime     |
| DM    |  | Decisão Majoritária |
| DD    |  | Decisão Dividida    |
| FIN   |  | Finalização         |
| (T)KO |  | Nocaute (Técnico)   |

## Finale
The Ultimate Fighter: Tournament of Champions Finale (também conhecido como The Ultimate Fighter 24 Finale) foi um evento de artes marciais mistas promovido pelo Ultimate Fighting Championship, realizado no dia 3 de dezembro de 2016, no Palms Casino Resort, em Las Vegas, Nevada.

### Background
O evento está previsto para ser encabeçado por uma  luta pelo Cinturão Peso Mosca do UFC, com o atual campeão, Demetrious Johnson, enfrentando Tim Elliott, o vencedor do torneio peso-mosca do The Ultimate Fighter 24. O vencedor do TUF também receberá uma moto Harley-Davidson à sua escolha, e um contrato no UFC com seis dígitos. 
Além disso, uma luta no peso-mosca entre os treinadores da temporada e ex-desafiantes ao título, Joseph Benavidez e Henry Cejudo, servirá como a luta co-principal.
Jake Collier era esperado para enfrentar Josh Stansbury no evento. No entanto, Collier retirou-se da luta no final de outubro, citando lesão, e foi substituído por Devin Clark.
O vencedor do The Ultimate Fighter: América Latina, no peso-galo, Alejandro Pérez, foi programado para enfrentar Rob Font no evento, mas desistiu em 24 de novembro. Ele foi substituído pelo recém-chegado na promoção e concorrente deste TUF 24, Matt Schnell.

## Card Oficial
Nota 1 Pelo Cinturão Peso Mosca do UFC.

## Ligações Externas
1. ↑  Nota 1